# Sobralia andreae
Sobralia andreae är en orkidéart som beskrevs av Robert Louis Dressler. Sobralia andreae ingår i släktet Sobralia och familjen orkidéer.
Artens utbredningsområde är Colombia. Inga underarter finns listade i Catalogue of Life.